# Anastasij (Metkin)
Anastasij (světským jménem: Alexandr Michajlovič Metkin; * 27. srpna 1944, Stolbovo) je ruský duchovní Ruské pravoslavné církve, arcibiskup a emeritní metropolita simbirský a novospasský.

## Život
Narodil se 27. srpna 1944 ve vesnici Stolbovo Kalininské oblasti.
Byl hypodiakonem chrámu Zesnutí přesvaté Bohorodice ve vesnici Ščelkovo.
Roku 1963 dokončil strojírenské učiliště a poté pracoval ve strojírenském závodě v Kimrech.
Nastoupil na Moskevský duchovní seminář, který dálkově dokončil roku 1975 a pokračoval ve studiu na Moskevské duchovní akademii.
Roku 1967 začal působit jako psalomščik v chrámech kazaňské eparchie.
Dne 6. května 1968 byl arcibiskupem kazaňským a marijským Michailem (Voskresenským) rukopoložen na diákona a 7. února 1972 na jeromonacha.
Dne 5. září 1976 byl biskupem kazaňským a marijským Panteleimonem (Mitrjukovským) postřižen na monacha se jménem Anastasij na počest svatého mučedníka Anastasija Pečerského a současně byl povýšen na igumena. Stejného roku byl ustanoven představeným katedrálního chrámu svatého Mikuláše v Kazani a sekretářem eparchiální správy.
Roku 1985 byl povýšen na archimandritu.
Dne 30. listopadu 1988 jej Svatý synod zvolil biskupem kazaňským a marijským.
Dne 10. listopadu 1988 byl v chrámu Zjevení Páně v Moskvě oficiálně jmenován biskupem a o den později zde proběhla jeho biskupská chirotonie. Světiteli byli metropolita rostovský a novočerkasský Volodymyr (Sabodan), biskup vladimirský a suzdalský Valentin (Miščuk), biskup orelský a brjanský Paisij (Samčuk) a biskup kalininský a kašinský Viktor (Olijnyk).
Dne 11. července 1993 mu byl změněn titul na kazaňský a tatarstánský.
Dne 25. února 1996 byl povýšen na arcibiskupa.
Od roku 1998 působil jako rektor Kazaňského duchovního semináře.
Dne 16. března 2012 jej Svatý synod uznal ve funkci představeného Kazaňského Bogorodického monastýru a Raifského Bogorodického monastýru.
Dne 7. června 2012 byl ustanoven hlavou nově zřízené tatarstánské metropole a 18. července jej patriarcha moskevský Kirill povýšil na metropolitu.
Dne 19. března 2014 byl osvobozen od funkce rektora Kazaňského duchovního semináře.
Od června 2012 do května 2015 byl dočasným správcem čistopolské eparchie.
Dne 13. července 2015 se stal metropolitou simbirským a novospasským, hlavou simbirské metropole.
Dne 30. srpna 2019 jej Svatý synod penzionoval a jako místo pobytu bylo určeno město Kazaň s materiální podporou simbirské eparchie.